# RISC (genetyka)
RISC (od ang. RNA-induced silencing complex) – kompleks zbudowany z białek i RNA, biorący udział w wyciszaniu ekspresji genu w procesie interferencji RNA.
Mały dwuniciowy siRNA lub jednoniciowy miRNA łączy się z kompleksem białkowym RISC, który zawiera, między innymi, białka Argonauta i Dicer. Powstaje aktywny kompleks RISC, zawierający jednoniciowy antysensowy RNA (ang. guide strand). Druga nić małego RNA ulega degradacji. Aktywny RISC znajduje komplementarną do jednoniciowej cząsteczki siRNA cząsteczkę mRNA i ją przecina. W przypadku miRNA homologia między miRNA a docelowym mRNA jest zwykle mniejsza niż 100%. W takim przypadku aktywny RISC wiąże się z 3′UTR docelowego mRNA i powoduje represję translacyjną tego mRNA. Powoduje to zmniejszenie ekspresji genu kodowanego przez to mRNA.